# Studiecentrum Rechtspleging
Studiecentrum Rechtspleging (SSR) is het opleidingsinstituut van de Raad voor de rechtspraak en het Openbaar Ministerie in Nederland. Het instituut is opgericht in 1960 en biedt initiële opleidingen voor rechters (de Rio) en officieren van justitie (de Oio). Daarnaast biedt het instituut bijscholing voor rechters en officieren van justitie.

## Organisatie
De SSR staat onder leiding van een tweekoppig College van Bestuur: een voorzitter, benoemd door de rechtspraak, en een lid, benoemd door het OM. Sinds januari 2022 is Margreet Blaisse voorzitter.

## Geschiedenis
Vroeger was het opleidingsinstituut gevestigd in Zutphen. In 2011 is echter het besluit genomen om het instituut in haar geheel in Utrecht te vestigen.